# Georges Marçais
Pour les articles homonymes, voir Marçais (homonymie).
Georges Alfred Marçais est un historien, orientaliste et universitaire français né à Rennes le 11 mars 1876 et mort à Suresnes le 25 mai 1962.

## Biographie
Georges Marçais est issu d'une famille d'artistes et d'hommes de lettres. Il entame sa formation à l'École des beaux-arts de Paris. En 1902, il commence des études d'histoire et de géographie à la faculté de lettres de Rennes. Il est peintre et écrivain avant de découvrir l'art musulman en 1902 lors d'un voyage à Tlemcen où son frère William Marçais est professeur à la Medersa.
Arabisant archéologue, il enseigne à la Médersa de Constantine puis il devient premier titulaire de la chaire d'archéologie musulmane à l'université d'Alger. En 1929, il prend la direction du musée des Antiquités et de l'Art musulman d'Alger et en 1935 intègre l'Institut d'études orientales comme directeur. En 1951, il remporte le Grand Prix littéraire de l'Algérie pour son ouvrage La Berbérie musulmane et l'Orient au Moyen Âge, initialement paru en 1946.
Membre de la Commission de publication des documents archéologiques de l’Afrique du Nord, il est membre l'Académie des inscriptions et belles-lettres et l’Académie royale des sciences, des lettres et des beaux-arts de Belgique.
Georges Marçais a doté l'histoire de l'art et des civilisations du Maghreb d'études exceptionnelles.

## Publications
- Les Arabes en Berbérie du XIe au XIVe siècle, Paris, E. Leroux, 1913[7].
- Le monde oriental de 395 à 1081 (avec Charles Diehl), Paris, Presses universitaires de France, 1936[8].
- L'Afrique du Nord française dans l'histoire (avec Eugène Albertini et Georges Yver), Paris, Archat, 1937.
- " Les villes d'art célèbres : Tunis et Kairouan ", Henri Laurens Éditeur, Paris, 1937.
- La Berbérie musulmane et l'Orient au Moyen Âge, Paris, Montaigne, 1946. Grand Prix littéraire de l'Algérie 1951.
- Les Villes d'art célèbres : Tlemcen, Paris, H. Laurens 1950.
- L'architecture musulmane d'Occident. Tunisie, Algérie, Maroc, Espagne et Sicile, Paris, Arts et Métiers Graphiques, 1954[9].
- Algérie médiévale, monuments et paysages historiques, Paris, Arts et Métiers Graphiques, 1957.
- Villes et campagnes d'Algérie, Paris, Gouvernorat Général, Imprimerie Nationale, 1958.
- L'Art musulman, Paris, PUF, collection Quadrige, 1962.

## Distinctions

### Décoration
- Officier de la Légion d'honneur
- Officier de l'ordre des Arts et des Lettres (1959)[10]

### Récompense
- Prix Saintour (1915)
- Grand Prix Littéraire de l'Algérie (1951)[5].